# Tratado Li-Lobanov
El Tratado Li-Lobanov o el Tratado Secreto Sino-Ruso (chino: 中俄密约 ruso: Союзный договор между Российской империей и Китаем) fue un tratado secreto y desigual firmado el 3 de junio de 1896 en Moscú por el canciller Alexey Lobanov-Rostovsky en nombre del Imperio ruso y el virrey Li Hongzhang en nombre de la dinastía Qing de China. El tratado y sus consecuencias aumentaron el sentimiento anti-extranjero en China, que llegó a un punto culminante en el levantamiento de los bóxers de 1900.
El contenido del acuerdo se hizo público sólo en 1922.

## Antecedentes
Tras el Tratado de Shimonoseki que puso fin a la Primera guerra sino-japonesa y la Triple Intervención, China se vio obligada a pagar una gran indemnización al Imperio del Japón (230 millones de taels equivalentes a 8.600 toneladas de plata). Para recaudar los fondos para este pago, China acudió a Francia y Rusia para obtener préstamos. Aprovechando esta situación, el ministro de finanzas ruso, Seruéi Witte, estableció el Banco Ruso-Chino, controlado por el gobierno ruso, y acordó facilitar los préstamos.

## Contenido
Al reunirse con Li Hongzhang en Moscú durante las ceremonias de coronación del zar Nicolás II, Witte prometió mantener la integridad territorial china y sugirió una alianza militar secreta contra una posible agresión futura por parte del Imperio de Japón. A cambio, a Rusia se le permitiría usar puertos chinos para sus buques de guerra y construir un ferrocarril de vía rusa a través de Heilongjiang y Jilin hasta Vladivostok en la costa del Pacífico. Junto con la concesión del ferrocarril, el personal y la policía rusos recibieron jurisdicción extraterritorial sobre grandes porciones del noreste de China y el permiso para estacionar tropas para proteger el ferrocarril. A China tampoco se le permitió interferir con los movimientos de tropas rusas o municiones y también tuvo que otorgar a Rusia tasas arancelarias reducidas. Para evitar problemas diplomáticos con las otras grandes potencias, Li insistió en que la concesión se otorgara al Banco Ruso-Chino, en lugar de hacerlo directamente al gobierno ruso, haciendo que el ferrocarril sea nominalmente un proyecto conjunto, aunque en realidad fue completamente financiado y controlado por Rusia.

## Consecuencias
Los términos del tratado equivalen a la anexión del noreste de China por parte de Rusia en todo menos en el nombre. En lugar de proteger a China de las ambiciones territoriales japonesas, el tratado abrió la puerta hacia un mayor expansionismo ruso en forma de la Convenio Rusia-Qing de 1898, en la que China se vio obligada a arrendar el extremo sur de la península de Liaodong a Rusia y permitir una extensión del ferrocarril oriental de China en Rusia desde el norte de Harbin hasta la ciudad portuaria de Dalian. Estos eventos aumentaron el sentimiento anti-extranjero en China, que llegó a un punto culminante en el levantamiento de los bóxers de 1900.